# Радомир (община)
Радомир (болг. Община Радомир) — община в Болгарии. Входит в состав Перникской области. Население составляет 22 964 человека (на 21.07.05 г.).
Административный центр общины в городе Радомир. Кмет общины Радомир — Красимир Светозаров Борисов (Болгарская социалистическая партия (БСП)) по результатам выборов 2007 года в правление общины.

## Состав общины
В состав общины входят следующие населённые пункты:
1. Байкалско
2. Беланица
3. Бобораци
4. Борнарево
5. Владимир
6. Горна-Диканя
7. Гылыбник
8. Дебели-Лаг
9. Долна-Диканя
10. Долни-Раковец
11. Драгомирово
12. Дрен
13. Друган
14. Жедна
15. Житуша
16. Извор
17. Касилаг
18. Кленовик
19. Кондофрей
20. Копаница
21. Кошарите
22. Негованци
23. Николаево
24. Поцырненци
25. Прибой
26. Радибош
27. Радомир
28. Старо-Село
29. Стефаново
30. Углярци
31. Червена-Могила
32. Чуковец